# Erwin Schwab
Pour les articles homonymes, voir Schwab.
Erwin Schwab est un astronome amateur allemand, né à Heppenheim en 1964. Il est professeur-chercheur au Centre de recherche sur les ions lourds (GSI).
Le Centre des planètes mineures lui attribue la découverte de quatre-vingt-dix-neuf astéroïdes, effectuées entre 2006 et 2011, en partie avec la collaboration de Stefan Karge, Rainer Kling et Ute Zimmer.
L'astéroïde (185638) Erwinschwab est nommé en son honneur.

## Astéroïdes découverts
| (192220) Oïclès         | 14 septembre 2007 |
| (204852) Frankfurt      | 15 septembre 2007 |
| (204873) FAIR           | 17 septembre 2007 |
| (207687) Senckenberg    | 12 septembre 2007 |
| (207901) Tzecmaun       | 28 octobre 2008   |
| (216390) Binnig         | 14 février 2008   |
| (216433) Milianleo      | 19 février 2009   |
| (221917) Opitès         | 26 septembre 2008 |
| (224831) Neeffisis      | 27 novembre 2006  |
| (241418) Darmstadt      | 31 octobre 2008   |
| (243109) Hansludwig     | 12 septembre 2007 |
| (243440) Colonia        | 17 mars 2009      |
| (243536) Mannheim       | 15 mars 2010      |
| (256813) Marburg        | 11 février 2008   |
| (263932) Speyer         | 22 avril 2009     |
| (264020) Stuttgart      | 17 août 2009      |
| (274020) Skywalker      | 12 septembre 2007 |
| (274835) Aachen         | 22 août 2009      |
| (278141) Tatooine       | 15 février 2007   |
| (281140) Trier          | 16 février 2007   |
| (283142) Weena          | 29 décembre 2008  |
| (295565) Hannover       | 27 septembre 2008 |
| (301061) Egelsbach      | 28 octobre 2008   |
| (301394) Bensheim       | 23 février 2009   |
| (316042) Tilofranz      | 19 avril 2009     |
| (325558) Guyane         | 24 septembre 2009 |
| (328477) Eckstein       | 21 avril 2009     |
| (336698) Melbourne      | 5 février 2010    |
| (343000) Ijontichy      | 29 janvier 2009   |
| (343444) Halluzinelle   | 7 mars 2010       |
| (367436) Sienne         | 27 septembre 2008 |
| (369134) Mariareiche    | 8 septembre 2008  |
| (369297) Nazca          | 23 septembre 2009 |
| (376084) Annettepeter   | 3 novembre 2010   |
| (378214) Sauron         | 14 janvier 2007   |
| (378917) Stefankarge    | 28 octobre 2008   |
| (379155) Volkerheinrich | 18 août 2009      |
| (389293) Hasubick       | 19 mai 2009       |
| (458063) Gustavomuler   | 21 décembre 2009  |